# Microloxia stenopteraria
Microloxia stenopteraria är en fjärilsart som beskrevs av Turati 1930. Microloxia stenopteraria ingår i släktet Microloxia och familjen mätare. Inga underarter finns listade i Catalogue of Life.